# Saleh al-Arouri

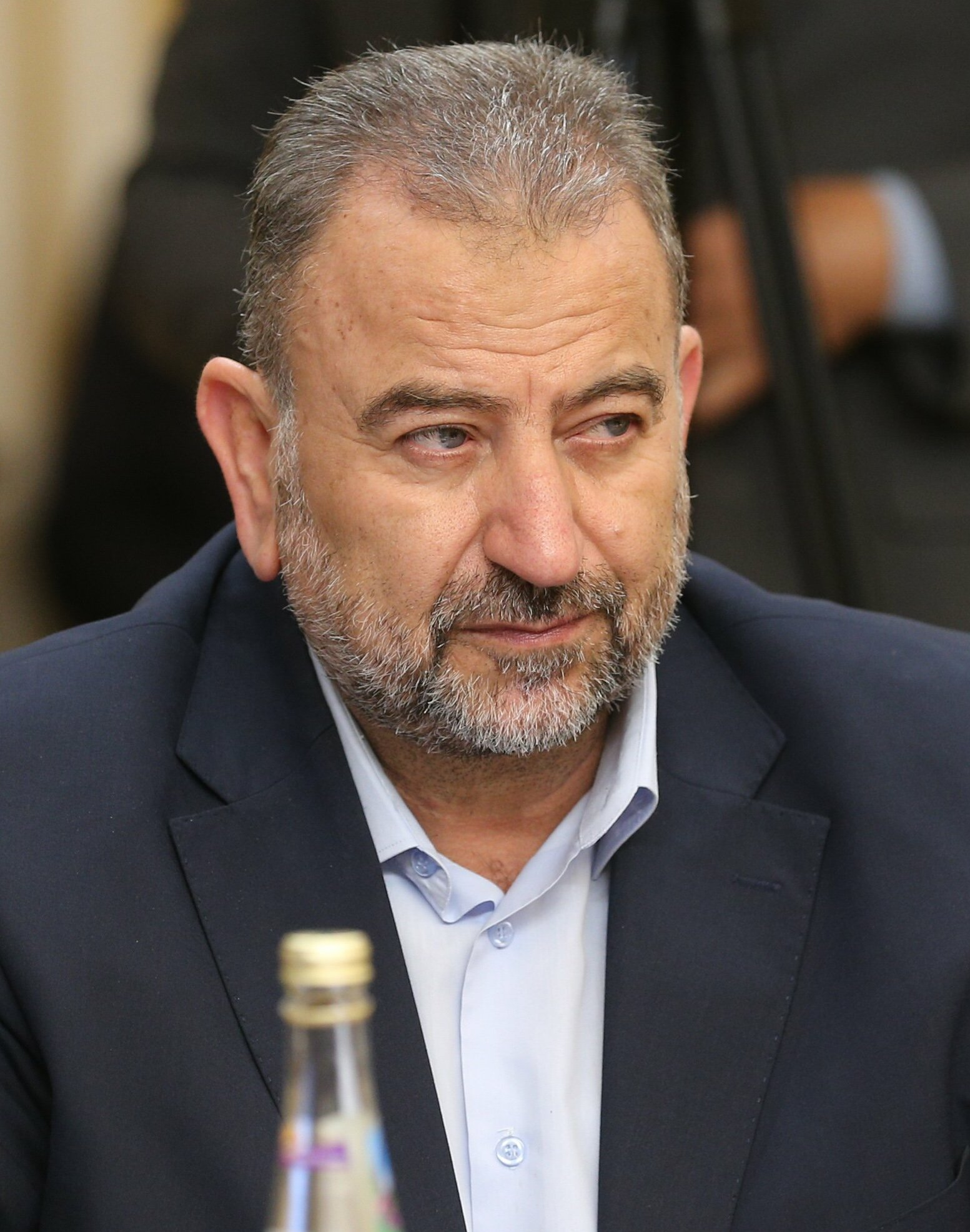
Saleh al-Aruri (2022)

Saleh al-Aruri (auch als Salah al-Arouri transkribiert, arabisch صالح العاروري Salih al-Aruri, DMG Ṣāliḥ al-ʿĀrūrī; * 19. August 1966 in Arura nördlich von Ramallah, Westjordanland; † 2. Januar 2024 in Dahieh südlich von Beirut, Libanon) war ein palästinensischer Anführer der Terrororganisation Hamas und Gründer der Qassam-Brigaden, des militärischen Flügels der Hamas. Er galt als „militärischer Befehlshaber des Westjordanlandes“ und war stellvertretender Vorsitzender des politischen Büros der Hamas.

## Leben
Al-Aruri war Gründungskommandeur der Kassam-Brigaden, diente auch als Rekrutierer und war aktiv an der Beschaffung und dem Transfer von Geldern im Namen der Hamas beteiligt. Die Regierung der Vereinigten Staaten warf al-Aruri vor, „ein hochrangiger militärischer Führer der Hamas gewesen zu sein, der auf seine Rolle als Anführer einer Hamas-Studentenzelle an der Universität Hebron in den frühen 1990er-Jahren zurückgeht“.
Im November 1990 wurde al-Aruri von den israelischen Behörden verhaftet. Er verbrachte sechs Monate im Gefängnis, wurde aber kurz darauf erneut verhaftet. Er verbrachte wegen seiner Führungsrolle in der Hamas 15 Jahre im Gefängnis. Im Jahr 2007 wurde al-Aruri erneut von den israelischen Behörden verhaftet und im März 2010 freigelassen, wahrscheinlich wegen seiner entscheidenden Rolle bei der Freilassung des israelischen Soldaten Gilad Schalit, der 2006 von der Hamas gefangen genommen worden war. Später wurde al-Aruri aus dem Gazastreifen ausgewiesen, da seine Anwesenheit angeblich eine Bedrohung für Israel darstellte. Er zog nach Damaskus, wo er sich dem politischen Büro der Hamas anschloss, das von Chaled Meschaal geleitet wurde. Zu Beginn des syrischen Bürgerkriegs zog al-Aruri nach Istanbul, wo er sein eigenes Büro gründete.
Es wurde angenommen, dass al-Aruri in der Türkei lebte, obwohl im Dezember 2015 Gerüchte kursierten, er habe das Land freiwillig verlassen und pendle zwischen dem Libanon und Katar.
Die Regierung der USA setzte auf Hinweise zum Aufenthaltsort Saleh al-Aruris ein Kopfgeld von 5 Mio. US-Dollar im Rahmen des Rewards for Justice Program aus.
Das Wall Street Journal behauptete, Arouri sei einer der Planer hinter dem  Terrorangriff der Hamas auf Israel. Am 8. Oktober 2023 sagte er al-Dschasira: “We are prepared for all options, including all-out war” (deutsch: „Wir sind auf alle Optionen vorbereitet, auch auf einen totalen Krieg“) und “We are ready to do whatever is necessary for the dignity and freedom of our people” (deutsch: „Wir sind bereit, alles zu tun, was für die Würde und die Freiheit unseres Volkes notwendig ist“).
Er war maßgeblich an den Verhandlungen über die Freilassung von 105 Zivilisten aus der Gefangenschaft der Hamas während einer einwöchigen Waffenruhe im November beteiligt.

## Tod
Am 2. Januar 2024 gaben die Terrororganisation Hamas und auch der Hisbollah-nahe Nachrichtensender Al Mayadeen bekannt, dass Saleh al-Aruri und mindestens sechs weitere Hamas-Mitglieder (darunter zwei weitere Kommandeure) bei einem israelischen Drohnenangriff in Dahieh, einem Vorort von Beirut im Libanon, getötet worden seien. Der Tod von Saleh al-Aruri wurde am selben Abend vom libanesischen Premierminister Nadschib Miqati als „israelisches Verbrechen“ verurteilt. Auch der iranische Außenminister Hossein Amir-Abdollahian sprach von einer Ermordung des Hamas-Führers durch eine „terroristische Operation des zionistischen Regimes“.
Die Ramallah-Sektion der Fatah im Westjordanland kündigte als Reaktion auf den Angriff einen Generalstreik für den 3. Januar an. Die Terrororganisationen Islamischer Dschihad in Palästina und Hisbollah schworen Vergeltung.
Eine offizielle israelische Mitteilung wurde bislang nicht veröffentlicht, jedoch sprachen im Zusammenhang mit der Tötung von al-Aruri unter anderem der israelische Finanzminister Bezalel Smotrich und der Abgeordnete Danny Danon ihr Lob gegenüber den israelischen Sicherheitskräften aus. Ein Sprecher des israelischen Premierministers Benjamin Netanjahu gab in einem Interview mit einem US-Nachrichtensender an, dass der Angriff, „wer auch immer diesen durchgeführt hat“, ausschließlich auf die Hamas abziele und nicht dem Libanon oder der Hisbollah gegolten habe. Am 3. Januar teilte David Barnea als Leiter des israelischen Auslandsgeheimdienstes Mossad – ohne näher auf den Tod von Aruri einzugehen – mit, dass diejenigen, die an dem Massaker vom 7. Oktober beteiligt waren, ihr eigenes Todesurteil unterzeichnet hätten. Er wurde auf einem Friedhof in Schatila beigesetzt.
Bereits am 6. Januar griff die Hisbollah mit 62 Raketen einen Militärstützpunkt in Nordisrael an, es handele sich um eine erste Reaktion auf die Tötung des Kommandeurs. Die UNIFIL rief die zweithöchste Alarmstufe aus.